# Saint-Paul-Lizonne

Saint-Paul-Lizonne este o comună în departamentul Dordogne din sud-vestul Franței. În 2009 avea o populație de 314 de locuitori.

## Evoluția populației
| An        | 1975 | 1982 | 1990 | 1999 | 2006 | 2009 |
| --------- | ---- | ---- | ---- | ---- | ---- | ---- |
| Populație | 337  | 361  | 347  | 332  | 320  | 314  |